# Bisdom Ariano Irpino-Lacedonia

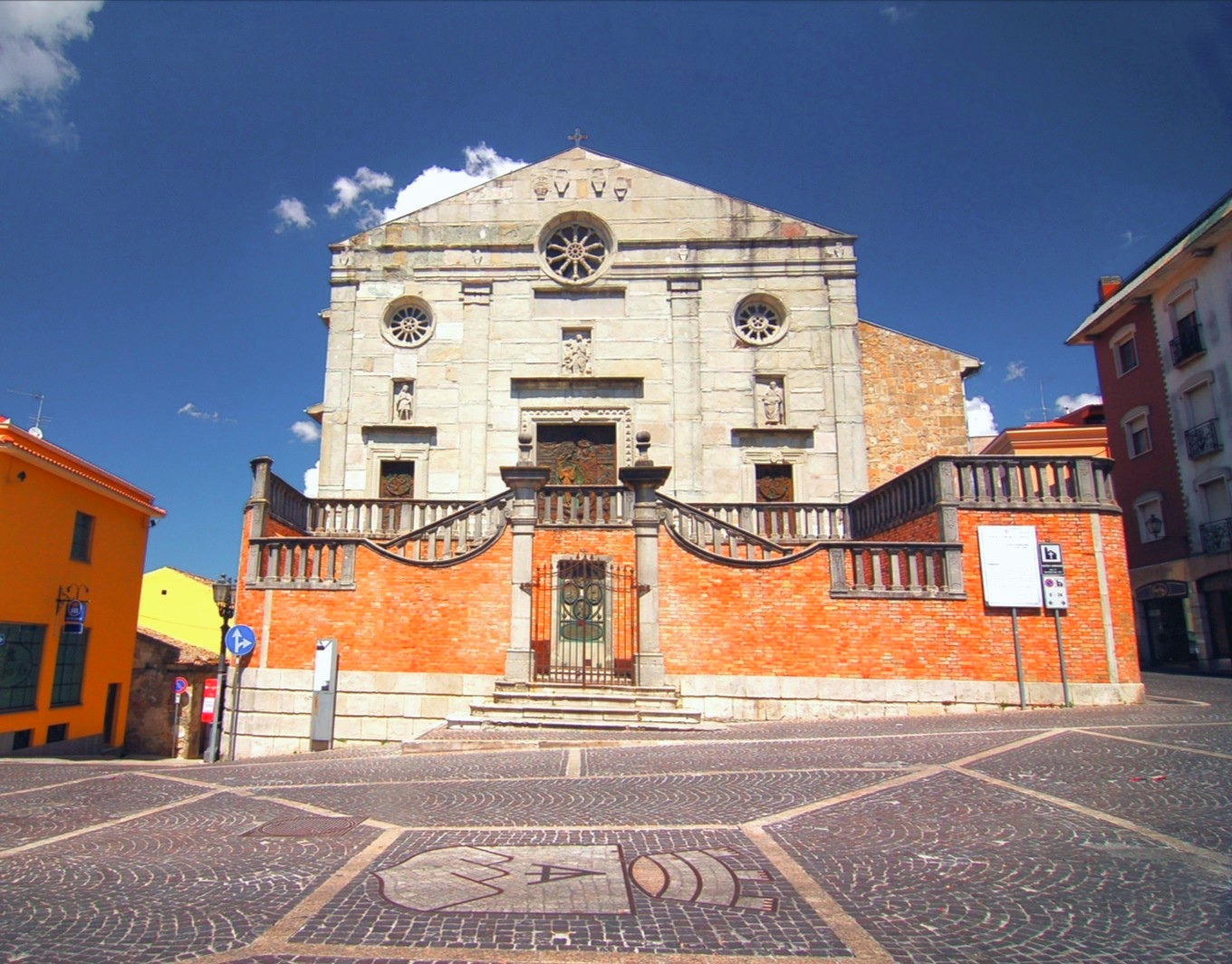
kathedraal van Ariano Irpino

Het bisdom Ariano Irpino-Lacedonia (Latijn: Dioecesis Arianensis Hirpina-Laquedoniensis; Italiaans: Diocesi di Ariano Irpino-Lacedonia) is een in Italië gelegen rooms-katholiek bisdom met zetel in de stad Ariano Irpino in de provincie Avellino. Het bisdom behoort tot de kerkprovincie Benevento, en is samen met het aartsbisdom Sant'Angelo dei Lombardi-Conza-Nusco-Bisaccia, de bisdommen Avellino en Cerreto Sannita-Telese-Sant’Agata de’ Goti en de territoriale abdij Montevergine, suffragaan aan het aartsbisdom Benevento.

## Geschiedenis
Het bisdom Ariano werd in de 11e eeuw opgericht. Op 30 september 1986 werd het bisdom Ariano verenigd met het bisdom Lacedonia. De nieuwe naam werd Ariano Irpino-Lacedonia.

## Bisschoppen
- 1986-1988: Nicola Agnozzi, O.F.M. Conv. (daarvoor bisschop van Ariano en bisschop van Lacedonia)
- 1988-1993: Antonio Forte, O.F.M.
- 1993-1997: Eduardo Davino
- 1998-2004: Gennaro Pascarella
- 2004-2014: Giovanni D’Alise
- 2015-heden: Sergio Melillo